# HD 180902
HD 180902は、いて座の恒星で8等星。太陽系外惑星が発見されている。

## 概要
K0のスペクトルを持つ巨星または準巨星で、ガイア計画で観測された年周視差によると地球から約342光年の位置にある。
2010年、カリフォルニア大学、カリフォルニア工科大学などの共同研究グループは、ケック天文台を使った視線速度法によって、木星質量の1.6倍前後の質量を持つ太陽系外惑星HD 180902 bが存在するという研究結果を発表した。さらに2019年には、木星の約10分の1の質量のHD 180902 cが存在するとする研究結果が発表されている。
| 名称 （恒星に近い順） | 質量             | 軌道長半径 （天文単位） | 公転周期 (日) | 軌道離心率    | 軌道傾斜角 | 半径     |
| --------------------- | ---------------- | ----------------------- | ------------- | ------------- | ---------- | -------- |
| b                     | 1.685 ± 0.041 MJ | 1.40 ± 0.11             | 510.9 ± 1.5   | 0.107 ± 0.022 | —          | 1.221 RJ |
| c                     | 0.099 ± 0.014 MJ | 0.139 ± 0.011           | 15.9058 ± 13  | 0.28 ± 0.13   | —          | 0.564 RJ |

## 名称
2019年、世界中の全ての国または地域に1つの系外惑星系を命名する機会を提供する「IAU100 Name ExoWorldsプロジェクト」において、HD 180902 と HD 180902 b はカーボベルデ共和国に割り当てられる系外惑星系となった。このプロジェクトは、「国際天文学連合100周年事業」の一環として計画されたイベントの1つで、カーボベルデ国内での選考、国際天文学連合 (IAU) への提案を経て、2019年12月に最終結果が発表される予定である。